# 白い恋人達
「白い恋人達」（しろいこいびとたち）は、桑田佳祐の楽曲。自身の7作目のシングルとして、タイシタレーベルから12cmCD・12インチレコードで2001年10月24日に発売された。
2016年2月26日にはダウンロード配信、2019年12月20日にはストリーミング配信を開始した。

## 背景・リリース
本作は前作「波乗りジョニー」から約3か月ぶりに発売された作品。
CDジャケットは桑田がピアノに手を当てる姿が映されており、「Kuwata Keisuke White Love」というフレーズが表記されている。本作はサザンオールスターズの楽曲をカバーした関口和之のアルバム『World Hits!? of Southern All Stars』との同時発売となった。

## 受賞歴
| 年     | 音楽賞                         | 結果                     | 出典   |
| ------ | ------------------------------ | ------------------------ | ------ |
| 2001年 | 第43回日本レコード大賞         | 金賞                     | [ 10 ] |
| 2002年 | 第16回日本ゴールドディスク大賞 | ソング・オブ・ザ・イヤー | [ 11 ] |

## チャート成績
2001年11月5日付のオリコン週間ランキングで初週52.0万枚を売り上げて、1位を獲得した。2作連続で初週50万枚を超えるのは、B'z・Mr.Children・KinKi Kids・GLAY・hide with Spread Beaver・L'Arc〜en〜Cielに次いで7組目の達成となった。オリコンによる累計売上枚数は123.1万枚を記録して、前作「波乗りジョニー」から2作連続ミリオンとなり、自身のソロシングルとしては最大の売上である。
日本音楽著作権協会（JASRAC）の著作権使用料分配額（国内作品）ランキングでは、2002年度の年間9位を獲得した。

## 収録曲
- 収録時間：14:05

1. 白い恋人達 (4:39)
（作詞・作曲・編曲：桑田佳祐 / 弦&管編曲：島健）
自身出演のコカ・コーラ「No Reason」キャンペーンCMソング[注釈 3]。ユニクロ「Life Wear/ヒートテック 冬こそ外へ編」CMソング[注釈 4]。
タイトルの由来は映画『白い恋人たち』であると桑田は語っている[19]。
前作の「波乗りジョニー」は夏を題材としているのに対して、本楽曲は冬を題材にしている[20]。歌詞には“クリスマス”という言葉が入っていないが、クリスマスや冬になると耳にすることが多く、歌詞の内容は過ぎ去った切ない恋を歌っている楽曲である[19]。ミュージック・ビデオや発売当時出演した音楽番組では桑田本人がピアノを弾いているが、リリースされている音源のピアノは妻でサザンオールスターズのキーボード担当の原由子が弾いている[21]。
ミュージック・ビデオには、ユースケ・サンタマリアと内村光良が出演している。
2010年12月1日に行われたエイズ啓発活動『Act Against AIDS 2010』にて、桑田が所属するアミューズの後輩である三浦春馬が本楽曲をカバーして披露している[22]。
AIは『MUSIC BLOOD』2022年2月25日放送分でこの曲をカバーしている。AI自身は学生時代からサザンや桑田ソロの楽曲をよく聴いており、本楽曲もデビュー当時によく聴きかつライブでカバーもしていたという[23]。
2021年3月3日に放送されたテレビ朝日系列の音楽バラエティ番組『関ジャム 完全燃SHOW』にて、アーティストや作曲家ら音楽のプロ48人が選んだ「関ジャム J-POP20年史 2000～2020プロが選んだ最強の名曲ベスト30」が発表された。同時に番組内で番外編として31位〜50位も発表され、36位にランクインした[24]。
2. 踊ろよベイビー1962 (3:17)
（作詞・作曲・編曲：桑田佳祐）
歌詞の内容は桑田が敬愛するビートルズを意識したものになっており[8]、ビートルズの曲名や歌詞などが多数含まれている。
3. あの素晴らしい愛をもう一度 ～ アミダばばあの唄 [MEDLEY] (Live Take from 「古賀紅太 No Reason! ライブハウスツアー」)
（作詞：北山修 ～ 桑田佳祐 / 作曲：加藤和彦 ～ 桑田佳祐 / 編曲：古賀紅太 & His Friends）
メドレー形式の楽曲。同年に行われたファンクラブ（サザンオールスターズ応援団）イベント『古賀紅太 No Reason! ライブハウスツアー』からのライブ音源である[8][注釈 5]。
本作の表記は「あの素晴らしい愛をもう一度」だが、加藤和彦と北山修のオリジナル版のタイトルは「あの素晴しい愛をもう一度」である。
メドレーで続く「アミダばばあの唄」は桑田がフジテレビ系列バラエティ番組『オレたちひょうきん族』に出演しているビートたけしと明石家さんまが扮するキャラクター“アミダばばあ&タケちゃんマン”に提供した楽曲（1983年発表）のセルフカバーである。

## 参加ミュージシャン
- 白い恋人達
  - 桑田佳祐:Vocal, Electric Guitar, Bass, Keyboards, Chorus
  - 角谷仁宣:Computer Programming
  - 原由子:Piano
  - 島健:Organ
  - 鎌田清:Drums
  - 三沢またろう:Percussion
  - 金原千恵子ストリングス:Strings
  - 朝川朋之:Harp
  - 藤田乙比古:Horn
  - 高野哲夫:Horn
  - 高桑英世:Flute
  - 大澤明子:Flute
- 踊ろよベイビー1962
  - 桑田佳祐:Vocal, Electric Guitar, Bass, Keyboards, Harmonica, Tambourine, Chorus
  - 角谷仁宣:Computer Programming
  - 松田弘:Drums
  - 野沢"毛ガニ"秀行:Cowbell
- あの素晴らしい愛をもう一度 ～ アミダばばあの唄 [MEDLEY] (Live Take from 「古賀紅太 No Reason! ライブハウスツアー」)
  - 桑田佳祐:Vocal, Acoustic Guitar
  - 小倉博和:Acoustic & Electric Guitar, Chorus
  - 琢磨仁:Bass, Chorus
  - 金原千恵子:Violin, Chorus
  - 佐藤"パンチ"宏:Tambourine

## カバー
白い恋人達（日本語）
- 2009年：平井堅 - 『Ken's Bar II』に収録。
- 2012年
  - BENI - 『COVERS:2』に収録。
  - 清水翔太 - 『MELODY』に収録[26][27]。
  - JUJU - 映像作品『ジュジュ苑全国ツアー2012 at 日本武道館』に収録。
- 2013年
  - 川畑要 - 『Breakthrough/Let's Say I Do』に収録。
  - NOKKO - 『もうすぐクリスマス』に収録。
  - All That Jazz - 『秋JAZZ』に収録。
- 2014年
  - リン・ユーチュン - 『WINTER GIFT ～リン君からの贈り物～』に収録[28]。
  - クリス・ハート - 『Christmas Hearts』に収録。
- 2021年
  - Crystal Kay - 『I SING』に収録[29]。
  - 土岐麻子 - 『HOME TOWN ～Cover Songs～』に収録[30]。
- 2023年
  - Uru - 『コントラスト』初回特典Bカバー版に収録[31]。
  - DEEN - 『DEEN The Best DX〜Basic and Respest〜』Disc2・DEEN The Best Coversに収録[32]。
  - DGARNiDELiA - 『GARNiDELiA COVER COLLECTiON』に収録。

白い恋人達（外国語）
- 2002年：アンディ・ホイ（許志安）- 『我還能愛誰』に「My Love」として中国語（北京語）で収録。
- 2005年：ボーイズIIメン - 『ウィンター/リフレクションズ』に「Snow White〜白い恋人達〜」として英語で収録。
- 2009年：エリック・マーティン - 『Mr. Vocalist X'mas』に英語で収録（ボーイズⅡメンのものとは歌詞の訳が異なる）。

## 収録アルバム
| 曲名 | 作品名                     |
| --- | -------------------------- |
| 白い恋人達 | TOP OF THE POPS            |
| 白い恋人達 | I LOVE YOU -now & forever- |
| 白い恋人達 | いつも何処かで             |
| 踊ろよベイビー1962                                                                                                  | TOP OF THE POPS            |
| あの素晴らしい愛をもう一度 ～ アミダばばあの唄 [MEDLEY] (Live Take from 「古賀紅太 No Reason! ライブハウスツアー」) | アルバム未収録             |

## ミュージック・ビデオ収録作品
| 曲名 | 作品名                                                |
| --- | ----------------------------------------------------- |
| 白い恋人達 | D.V.D. WONDER WEAR 桑田佳祐ビデオクリップス2001〜2002 |
| 白い恋人達 | MVP                                                   |
| 踊ろよベイビー1962                                                                                                  | 未収録                                                |
| あの素晴らしい愛をもう一度 ～ アミダばばあの唄 [MEDLEY] (Live Take from 「古賀紅太 No Reason! ライブハウスツアー」) | 未収録                                                |

## ライブ映像作品
| 曲名 | 作品名                                                                  |
| --- | ----------------------------------------------------------------------- |
| 白い恋人達 | D.V.D. WONDER WEAR 桑田佳祐ビデオクリップス2001〜2002                   |
| 白い恋人達 | けいすけさん、ビデオも色々と大変ねぇ。                                  |
| 白い恋人達 | 桑田さんのお仕事 07/08 〜魅惑のAVマリアージュ〜                         |
| 白い恋人達 | 桑田佳祐 LIVE TOUR & DOCUMENT FILM 「I LOVE YOU -now & forever-」完全盤 |
| 白い恋人達 | がらくたライブ                                                          |
| 白い恋人達 | お互い元気に頑張りましょう!! -Live at TOKYO DOME-                       |
| 踊ろよベイビー1962                                                                                                  | 未収録                                                                  |
| あの素晴らしい愛をもう一度 ～ アミダばばあの唄 [MEDLEY] (Live Take from 「古賀紅太 No Reason! ライブハウスツアー」) | 未収録                                                                  |